# Уконъярви
У́конъя́рви, У́оккоя́рви (фин. Ukonjärvi) — пограничное пресноводное озеро на территории Финляндии (Южная Карелия) и России (Селезнёвское сельское поселение Выборгского района Ленинградской области).

## Общие сведения
Площадь озера — 0,7 км², площадь водосборного бассейна — 7,1 км². Располагается на высоте 31,7 метров над уровнем моря.
Форма озера лопастная, продолговатая: оно более чем на два километра вытянуто с северо-запада на юго-восток. Берега изрезанные, каменисто-песчаные, местами заболоченные.
Из южной оконечности озера вытекает безымянный водоток, впадающий с левого берега в реку Полевую, в свою очередь, впадающую в Выборгский залив Финского залива.
С российской стороны населённые пункты вблизи водоёма отсутствуют.
Код объекта в государственном водном реестре — 01040300511102000009476.